# سالومه آرئیشیان
سالومه گریگوری آرئیشیان (ارمنی: Սալոմե Գրիգորի Արեշյան؛  زادهٔ ۵ ژانویهٔ ۱۹۱۳ - درگذشته ۲۹ دسامبر ۱۹۶۶) یک تاریخ‌نگار ادبی، ویراستار، نویسنده اهل ارمنستان بود.

## زندگی‌نامه
در ۵ ژانویهٔ ۱۹۱۳ در تفلیس به دنیا آمد و از انستیتو تاریخ، فلسفه و زبان‌شناسی لنینگراد (۱۹۳۴) و دانشگاه دولتی سنت پترزبورگ (۱۹۳۷) فارغ‌التحصیل شد. وی در دانشگاه دولتی ایروان،  کمونیست و انستیتو ادبی فعالیت می‌کرد. وی عضو اتحادیه نویسندگان اتحاد شوروی و فرهنگستان ملی علوم ارمنستان بود. وی همچنین برنده دانشمند شایسته ارمنستان شوروی شده است. وی در ۲۹ دسامبر ۱۹۶۶ در سن ۵۳ سالگی در ایروان درگذشت.

## یادداشت
1. ↑  բանասիրական գիտությունների դոկտոր